# Bernat Tria
Bernat Tria (Spanisch Bernardo Tria, * Ende 17. Jahrhundert in Katalonien; † 30. April 1754 in Barcelona) war ein katalanischer Priester, Kapellmeister und Komponist des Barock.

## Leben und Werk
1726 wurde Bernat Tria zum Nachfolger des Kapellmeisters Josep Picanyol am Palau de la Comtessa (auch Palau Reial Menor genannt) in Barcelona berufen. Er hielt diese Stellung über dreißig Jahre lang bis zu seinem Tode. Er strukturierte die Musikkapelle um und erweiterte sie um Plätze für Violine, Oboe und Fagott. 1756, zwei Jahre nach seinem Tod, trat Josep Duran seine Nachfolge im Palau an.
Tria komponierte mehrere Oratorien, darunter La fábrica del arca de Noé en San Cayetano („Der Bau der Arche Noa in San Cayetano“) und El misterio de Terebinto („Das Wunder im Terebinthenhain“).